# Haakon I. kralj Norveške
Haakon I (staronordijski: Hákon Aðalsteinsfóstri, norveški: Håkon Adalsteinsfostre), (cca. 920–961), poznat po nadimku Dobri, bio je treći kralj Norveške, koji je vladao od 934. do smrti.
Otac mu je bio prvi norveški kralj Harald I. Lijepokosi, a majka Thora Mostertang. Nakon što mu je otac sklopio sporazum s engleskim kraljem Ethelstanom Sjajnim, poslao ga je u Englesku na Ethelstanov dvor, gdje je odgojen kao kršćanin. U Norvešku se vratio nakon očeve smrti i dolaska Erika I. na vlast. Erika je, uz podršku velikaša, uspio otjerati, ali se morao boriti protiv Erikovih sinova - 953. ih je uspio poraziti, kao i 957. kada je na njihovoj strani bio danski kralj Gorm Stari. Za razliku od vojnih pobjeda, Haakon I. je doživio neuspjeh u nastojanju da svoje sunarodnjake privede kršćanstvu. Dvorski pjesnik Eyvindr skáldaspillir je zato sebi mogao dozvoliti ispjevati Hákonarmál, pjesmu u kojoj je kralj opisan kao poganin. Haakona su 961. Erikovi sinovi uspjeli iznenaditi i smrtno raniti u bitci kod Fitjara. Nakon njegove smrti je prijestolje preuzeo Erikov sin Harald II.